# Edinburgh Challenger 2000
L'Edinburgh Challenger 2000 è stato un torneo di tennis facente parte della categoria ATP Challenger Series nell'ambito dell'ATP Challenger Series 2000. Il torneo si è giocato ad Edimburgo in Regno Unito dal 15 al 21 maggio 2000 su campi in terra verde.

## Vincitori

### Singolare
Filip Dewulf ha battuto in finale  Marcelo Charpentier per walkover

### Doppio
Tommy Robredo /  Michael Russell hanno battuto in finale  Lars Burgsmüller /  Ota Fukárek con il punteggio di 6–0, 6–2